# Лікой
Ліко́й — природна мутація домашньої короткошерстої кішки, з якою тварина нагадує стереотипного перевертня. Ця мутація відбулася у домашніх кішок протягом останніх 20 років. ДНК — тестування було зроблено Каліфорнійським університетом в Дейвісі для того, щоб підтвердити, що у цих котів немає генів Сфінксів чи Девонів. Порода була розведена у Вонорі, штат Теннессі, і, як кажуть, схожа на перевертня. Слово «lykoi» грецькою означає «вовки».

## Особливості
Лікой — частково або майже повністю гола кішка, яка генетично відрізняється від канадського сфінкса. Її шерсть є унікальною за зовнішнім виглядом в тому, що вона нагадує хутро опосума. Зазвичай, у них суцільно чорний, перемішаний з сивиною, колір шерсті, клиноподібна голова, і гнучке масивне тіло без зайвої маси. Лікоїв вважають дружніми й нескладними в їх поведінці. Вони показують високий рівень прихильності до їхнього власника. Унікальною особливістю кішки цієї породи є те, що у Лікоїв течуть сльози, коли вони стають старшими, але починають линяти в більш пізньому віці залежно від сезону.
Відсутня шерсть на морді Лікоїв дає породі зовнішній вигляд перевертня, як він часто зображається в мистецтві.

## Історія породи кішок
Дві різні групки домашніх короткошерстих з геном Лікой були прийняті для порятунку після того, як Петті Томас виявив їх у Вірджинії у 2010 році. Чоловік став одним із засновників породи і, також, назвав її, а у 2011 році, друга пара тварин була знайдена Джонні Габлом в штаті Теннессі. Порода Лікой не ввійшла у реєстр Міжнародної асоціації котів (ТІСА) 2012 року і була прийнята в зареєстрований статус за одностайною згодою. На сьогодні, цей вид визнається як порода, що може брати участь у чемпіонатах і почати конкурувати з іншими породами, які зареєстровані в ТІСА, у травні 2017 року. На даний час ведеться робота з розширення програми розведення.

## Розбіжність думок
Лікой — не створена порода, хоча багато розроблених порід викликали суперечки. Асоціація любителів кішок (CFA), визначає «Вимоги до визнання як умовної породи». Станом на листопад 2015 року Лікой не була визнана CFA навіть як тимчасова порода, але розпізнається як «Нова порода, що розвивається» Міжнародною Асоціацією Котів.

## Шерсть
В Університеті штату Теннессі, дерматологи досліджували їх на будь-які патології шкіри. Далі, за біопсією шкіри, дерматологи не змогли знайти ніяких схожих зразків шерсті. Та вони виявили, що деяких необхідних волосяних фолікулів не вистачало для росту волосся (тому в Лікоїв відсутнє підшерстя). Вони також виявили, що у фолікулах, які були в змозі виробляти волосся не вистачало належного балансу цих компонентів для підтримки його росту (тому Лукої линяють і інколи можуть стати майже повністю лисими). Було встановлено, з випробувальним розведення, що це була справжня природна мутація.